# Foggia
Foggia je italské město v oblasti Apulie, hlavní město stejnojmenné provincie. V roce 2012 zde žilo 147 372 obyvatel.

## Sousední obce
Ascoli Satriano, Carapelle, Castelluccio dei Sauri, Lucera, Manfredonia, Ordona, Orta Nova, Rignano Garganico, San Giovanni Rotondo, San Severo, Troia

## Osobnosti města
- Umberto Giordano (1867 – 1948), operní skladatel

## Partnerská města
- Göppingen, Německo, 1971
- Pescasseroli, Itálie, 2005
- Valbřich, Polsko, 1998